# 狼狽
| ウィキペディアには「狼狽」という見出しの百科事典記事はありません（タイトルに「狼狽」を含むページの一覧/「狼狽」で始まるページの一覧）。 代わりにウィクショナリーのページ「狼狽」が役に立つかもしれません。 |